# Миджикенда
Миджикенда (на суахили — «девять поселений») — группа бантуязычных народов в восточной Кении: дурума, рабаи, камбе, диго, чоньи, гирьяма, джибана (дзихана), рибе (рихе) и каума. По некоторым оценкам общая численность составляет 1,3 млн человек.

## Языковой состав
Говорят на языках подгруппы миджикенда группы ньика (E.40) зоны E языков банту: дурума (Chiduruma), диго (Chidigo), гирьяма (Kigiryama, вкл. диалекты рабаи, камбе, рибе, чвака), чоньи-дзихана-каума (Chichonyi-Chidzihana-Chikauma), сегеджу (Kisegeju).

## Вероисповедание
Большая часть миджикенда — мусульмане — сунниты, также встречаются протестанты и католики наряду с приверженцами традиционных культов (культ предков, колдовство). Культура миджикенда подверглась влиянию суахили, зачастую миджикенда считают себя исконными суахили; происходит активный процесс их слияния. Бывшие поселения миджикенда — макайя — согласно традиционным представлениям, являются местом обитания духов их предков и почитаются как святые места.

## Традиционная культура
Традиционными занятиями миджикенда являются ручное подсечно-огневое земледелие (маниок, кукуруза, сорго, бобовые, просо, культуры на экспорт — кешью, в ряде местностей — кокосовые пальмы, ананасы), скотоводство, огородничество, разведение кур, у гирьяма, диго — также рыболовство. Миджикенда занимаются плавкой и ковкой железа, изготовлением рабочего инвентаря, оружия, украшений (серьги, железные цепочки).

## Жилище
Разбросанные, линейной планировки поселения являются традиционными для миджикенда. В священных рощах находились особые укрепленные ритуальные сооружения (кайа). Жилище овальное или круглое в плане — каркас в виде купола из жердей и веток, покрытый травой. Помещение было разделено на две части: жилую и хозяйственную, где хранили инвентарь и продовольствия. Среди жилищ современных миджикенда распространены жилища суахилийского типа и коттеджи.

## Традиционная одежда
Традиционная одежда — юбка, передник, накидка из растительных волокон и шкур животных, повязка. Также наряду с европейским распространен суахилийский тип одежды.

## Социальная организация
Традиционная социальная организация — патрилатеральные и матрилатеральные роды, общины большесемейные. У миджикенда существовала возрастная система классов.